# Takako Ueno
Takako Ueno (jap. 上野 尊子, Ueno Takako; * um 1950) ist eine japanische Jazzsängerin.
Takako Ueno legte 1977 ihr Debütalbum Good Morning Heartache (RCA) vor, auf dem sie vom Pianisten Mitsuaki Kanno begleitet wurde.  1985 spielte sie das Album Getting to Know You ein, an dem Takao Uematsu, Tsuyoshi Yamamoto, Tsutomu Okada und Jo Jones, Jr. mitwirkten und auf dem sie Jazzstandards wie „God Bless the Child“ „It Never Entered My Mind“ und „Makin’ Whoopee“ interpretierte. 1993 nahm sie mit der Sängerin Minoru Matsuya ein gemeinsames Album auf (Younger Than Spring), 2007 mit dem Saxophonisten Atsuo Shirai, auf dessen Album Swingin’ Daddy sie populäre Jazztitel wie „All the Things You Are“, „Memories of You“ oder „You’d Be So Nice to Come Home To“ sang. In späteren Jahren trat sie noch mit Masahiro Sayama und dem Trio von Koji Gotō auf.
Die Musik-Zeitschrift Coda bezeichnete 1987 Takako Ueno als ausgezeichnete Sängerin, die über eine artikulierte Phrasierung und eine tiefe, nachhallende Stimme verfüge.